# لاورنس اوز
 لاورنس اوز (انگلیسی: Laurence Eaves؛ زاده ۱۳ مه ۱۹۴۸) یک فیزیک‌دان اهل بریتانیا است.